# Blanktjärnen (Lima socken, Dalarna)
Blanktjärnen är en sjö i Malung-Sälens kommun i Dalarna och ingår i Dalälvens huvudavrinningsområde. Sjöns area är 0,0499 kvadratkilometer och den är belägen 465,3 meter över havet.